# Hydroeciodes leucopis
Hydroeciodes leucopis là một loài bướm đêm trong họ Noctuidae.